# Rhys Williams (calciatore 1988)
Rhys Williams (Perth, 14 luglio 1988) è un ex calciatore australiano, di ruolo difensore.

## Carriera

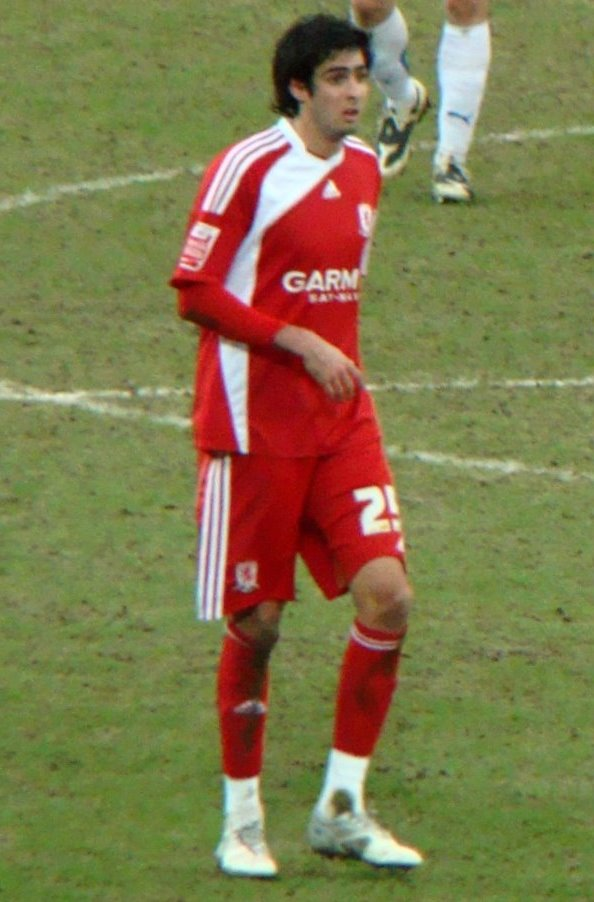
Rhys Williams con la maglia del Middlesbrough.

Nato da padre inglese e da madre indiana in Australia, comincia la carriera nelle giovanili del ECU Joondalup, per poi passare al Middlesbrough, che nel gennaio 2009 lo presterà al Burnley

## Nazionale
Nel maggio 2009 accettò di rappresentare l'Australia, lo Stato in cui è nato, nonostante avesse già ottenuto numerose presenze con il Galles Under-21.

## Palmarès

### Club

#### Competizioni nazionali
- Campionato australiano: 1

Melbourne Victory: 2017-2018